# Саардеярв
Са́ардеярв (ест. Saardejärv) — природне озеро в Естонії, у волості Ляене-Сааре повіту Сааремаа.

## Розташування
Саардеярв належить до Західно-острівного суббасейну Західноестонського басейну.
Поблизу озера розташовані села Аустла та Карала.
Акваторія водойми входить до складу заказника Карала-Пілґузе (Karala-Pilguse hoiuala).

## Опис
Загальна площа озера становить 1,4 га. Довжина берегової лінії — 531 м.